# Konstantin Kavafi
Konstantin Kavafi ili Konstantin Kavafis (grč. Κωνσταντίνος Π. Καβάφης; Aleksandrija, 29. travnja 1863. — Aleksandrija, 29. travnja 1933.) bio je grčki pjesnik koji je živio u Aleksandriji u Egiptu i radio kao novinar i državni službenik. Objavio je 154 pjesme; još desetine su ostale nedovršene ili u obliku skica. Svoje najvažnije pjesme napisao je poslije četrdesetog rođendana.

## Životopis
Kavafi je rođen 1863. u grčkoj obitelji u Aleksandriji, i kršten je u pravoslavnoj crkvi. Otac mu je bio uspješni trgovac koji se bavio uvozom i izvozom robe, a kao mladić je živio u Engleskoj, zahvaljujući čemu je imao britansko državljanstvo. Nakon očeve smrti 1870., Kavafi je s obitelji jedno vrijeme živio u Liverpoolu u Engleskoj. Zbog financijskih problema koji su bili uzrokovani ekonomskim statusom države, 1877. vratili su se u Aleksandriju.
Kada je 1882. Aleksandriju zahvatio val previranja, obitelj Kavafi bila je prisiljena da se ponovno, iako privremeno, preseli, ovoga puta u Carigrad. Upravo te godine u Aleksandriji je, kao najava anglo-egipatskog rata, izbila pobuna protiv anglo-francuske uprave u Egiptu. U bombardiranju Aleksandrije koje je ubrzo uslijedilo, izgorio je obiteljski stan Kavafijevih.
Tri godine kasnije, 1885., Kavafi se vratio u Aleksandriju, gdje će ostati do kraja svog života. Najprije je radio kao novinar da bi zatim dobio posao u egipatskom Ministarstvu javnih poslova koje je bilo pod britanskim patronatom (Egipat je bio pod britanskim protektoratom sve do 1926. godine). Na tom radnom mjestu zadržao se trideset godina. Svoje pjesme je objavljivao u razdoblju od 1891. do 1904., i to samo za bliske prijatelje. Većina pohvala koje je dobivao stizala je od strane pripadnika grčke zajednice koji su živjeli u Aleksandriji. Tek 1903. književni krugovi Grčke čuli su za Kavafija zahvaljujući pozitivnoj kritici koji je napisao Gregorios Ksenopulos. Međutim, nije privukao veliku pažnju pošto mu se stil pisanja značajno razlikovao od stila važnih grčkih pjesnika tog vremena. Tek puna dva desetljeća kasnije, nakon grčkog poraza u grčko-turskom ratu, nova generacija skoro nihilističkih pjesnika poput Kariotakisa naći će inspiraciju u Kavafijevoj poeziji.